# Beursschouwburg

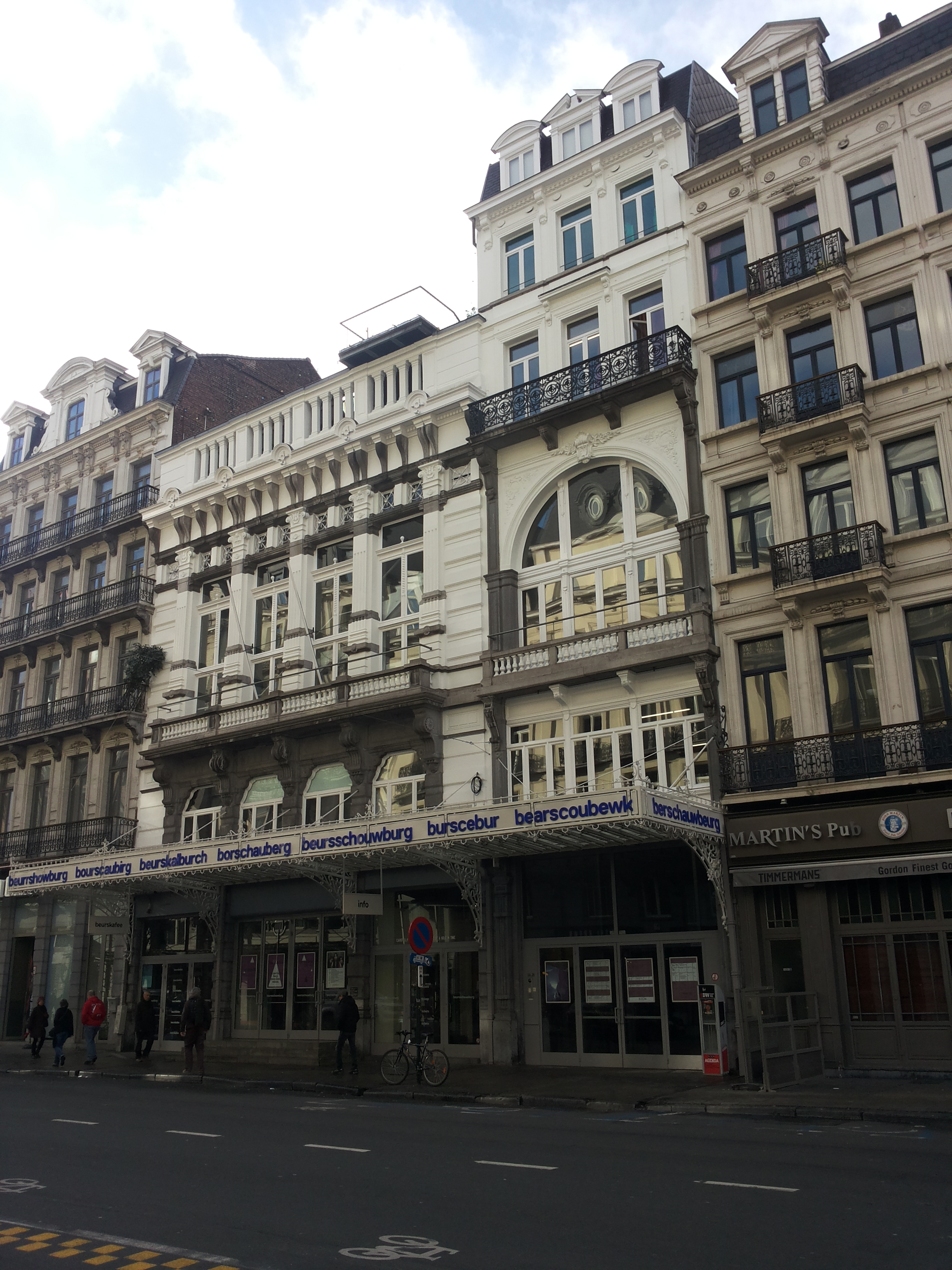
De Beursschouwburg in de Ortsstraat

Beursschouwburg is een multidisciplinair kunstencentrum, gelegen in het centrum van Brussel. Er worden theatervoorstellingen, performances, films, concerten, nightlife, expo’s, debatten en lezingen georganiseerd. Beursschouwburg staat bekend als een huis dat jonge en vernieuwende artiesten een platform biedt. Aangrenzend is het beurscafé gevestigd, dat de deuren opende op 14 september 2006. Algemeen directeur en artistiek leider is Melat Gebeyaw Nigussie.
In 1885 werd het gebouw als winkel annex café annex feestzaal Brasserie flamande door eigenaar Walckiers opgericht. In 1947 werd de feestzaal verbouwd tot theaterzaal. In 1983 deed Walckiers het gebouw over aan de Vlaamse Gemeenschap. De gevel werd gerenoveerd; verder gebeurde er niets en het gebouw verkrotte. Toen het in 1998 in de steigers werd gezet, verhuisde het theater tijdelijk naar de Kazernestraat. In de periode tot aan 2004 is het gebouw ten slotte verbouwd tot kunstencentrum. In eerste instantie zou ook het jeugdtheater BRONKS in Beursschouwburg geïntegreerd worden. De ruimte bleek daarvoor echter te klein.
Alhoewel Beursschouwburg onder beheer staat van de Vlaamse Gemeenschapscommissie, vinden er meertalige evenementen plaats en worden politiek gekleurde campagnes niet gemeden, zoals het gebruik van gerecycleerde Vlaams Belang affiches in een pro-opengrenzencampagne. Vlaams Minister voor Brusselse Aangelegenheden Bert Anciaux heeft een onthaalbeleid ontvouwd dat de Franstaligen in Brussel moet uitnodigen kennis te komen nemen van de Nederlandstalige cultuur, om hun onbegrip weg te nemen. 
Het kunstencentrum heeft een reputatie verworven als avant-gardetrekker.

## Voetnoot
1. ↑  Bronks - theater voor kinderen en jongeren. Gearchiveerd op 11 augustus 2015.
2. ↑  https://www.vrt.be/vrtnws/nl/2019/07/11/gerecycleerde-affiches-vlaams-belang-heten-vluchtelingen-welkom/. Gearchiveerd op 23 januari 2021.
3. ↑  Schetsen voor een Vlaamse theateridentiteit. Etcetera. Gearchiveerd op 15 februari 2023. Geraadpleegd op 15 februari 2023.